# 計氏龍屬
計氏龍屬（學名：Gilmoreosaurus），又稱吉爾魔龍或計爾摩龍，是上白堊紀的一屬恐龍。計氏龍可能是屬於鴨嘴龍科或禽龍類，其化石發現於蒙古國的二連組（Iren Dabasu Formation），地質年代相當於7000萬年前。牠的學名是為紀念美國古生物學家查爾斯·懷特尼·吉爾摩爾（Charles Whitney Gilmore）而定的。

## 敘述

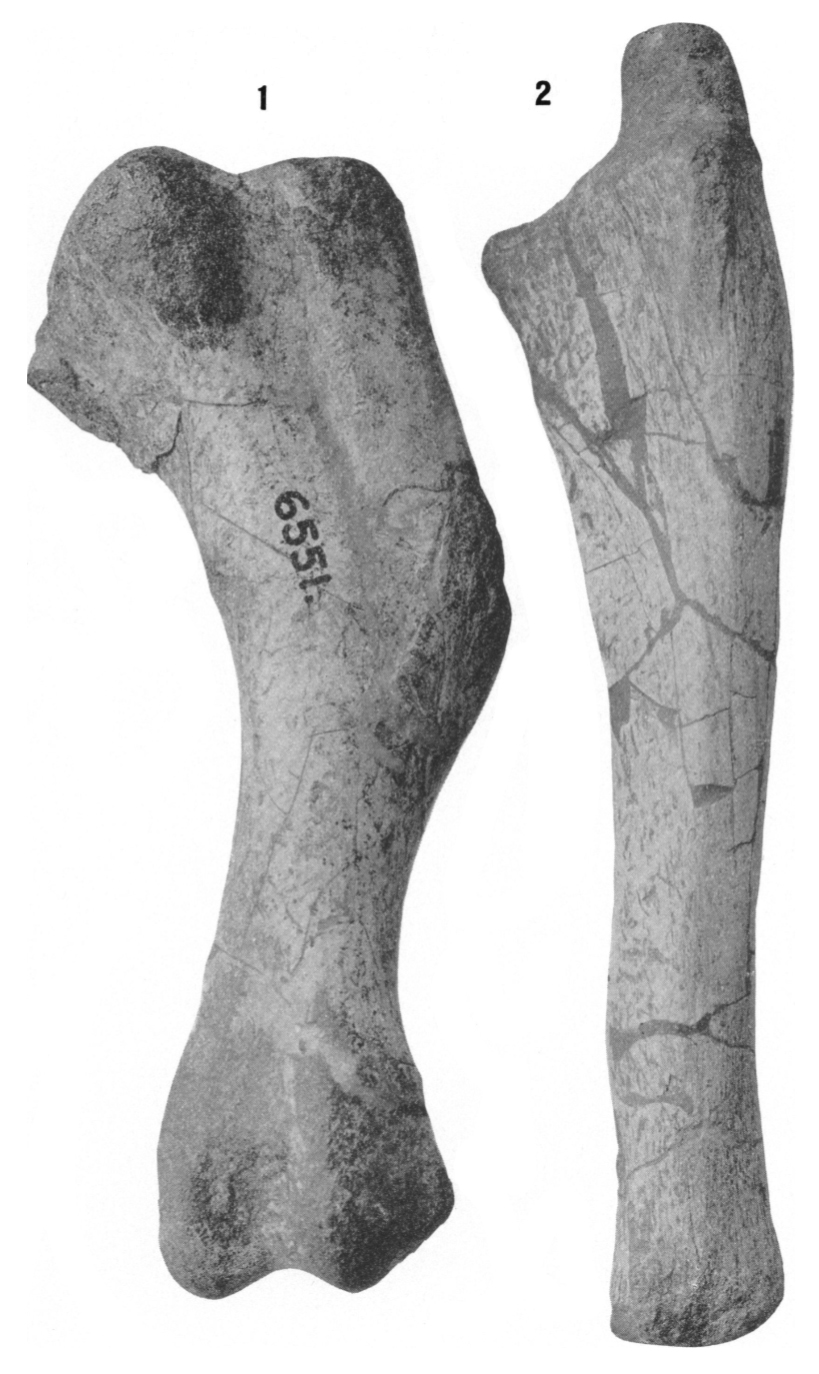
蒙古計氏龍的右肱骨與尺骨，原先被歸類於滿洲龍

在1923年，喬治·奧爾森（George Olsen）在蒙古國的數個挖掘地點發現這些化石，來自於數個個體的關節脫落骨頭。這些化時最初被歸類於滿洲龍。之後在1979年健力為獨立屬。記氏龍同時有原始禽龍類、鴨嘴龍科的特徵，但無法確定記氏龍的演化位置。在2010年，Prieto-Márquez等人提出一個大範圍的種系發生學研究，發現記氏龍是鴨嘴龍科的近親，但不屬於鴨嘴龍科。

## 物種
計氏龍屬下有幾個物種，分別是：
- 蒙古計氏龍（G. mongoliensis）：模式種，在1979年被描述、命名。
- G. atavus：於1995年正式被描述、命名，化石發現於烏茲別克的Khodzhakul組地層，約1億2000萬年前。化石過於零碎，因此被認為是疑名。
- G. arkhangelskyi：發現於烏茲別克的Bissekty組地層，約8900萬年前只有牙齒被發現，故被認為是疑名。

除此之外，化石發現於烏茲別克Bissekty組地層的G. kysylkumensis，有時曾被歸類於記氏龍，或是被歸類於巴克龍。

## 古生物學
在2003年，一個計氏龍化石發現了血管瘤、成纖維性纖維瘤、轉移癌、成骨細胞瘤等腫瘤。B.M. Rothschild等人使用電腦斷層掃描與螢光鏡成影，檢驗多種恐龍的脊椎。鴨嘴龍類中共有：埃德蒙頓龍、計氏龍、巴克龍、短冠龍接受檢驗。在超過一萬個化石中，只有計氏龍與其近親發現了腫瘤。腫瘤的成因可能是環境因素或遺傳規律。